# بيتر جونز (أستاذ جامعي)
بيتر جونز (بالإنجليزية: Peter Jones)‏ هو رياضياتي أمريكي، ولد في 1952.